# Narząd Jacobsona
Narząd Jacobsona, narząd przylemieszowy (łac. organum vomeronasale) nazywany również narządem lub organem lemieszowym, lemieszowo-nosowym, lub womero-nasalnym, w skrócie oznaczany VNO (od ang. vomeronasal organ) – występujący u wielu zwierząt, chemoreceptywny, parzysty narząd zmysłu wykrywający szereg substancji chemicznych. U gadów stanowi główny organ zmysłu powonienia. Zawiera receptory feromonów z rodzin V1R, V2R i V3R, które mają duże znaczenie w komunikacji zwierząt, ale jego funkcjonalność w zakresie przenoszenia bodźców ze związków infochemicznych wśród ludzi nie została potwierdzona.

## Historia badań
Ludzki VNO został odkryty przez Frederica Ruyscha w 1703 roku. Ludvig Levin Jacobson odnalazł VNO u innych ssaków w 1809 i opisał go w raporcie Annales Musée Histoire Naturelle w 1811. Przez wiele lat funkcje narządu, nazwanego narządem Jacobsona, pozostawały całkowicie nierozpoznane. Robert Broom zauważył, że wszystkie badane przez niego czworonogi (Tetrapoda) – dziobak, kangur, pancernik, koń, królik, mysz, kawia domowa (świnka morska) i bobroszczur złotobrzuchy – posiadają ten narząd, w różnym stopniu rozwinięty. Dalsze badania wykazały obecność narządu u płazów, gadów i wyżej rozwiniętych ssaków lądowych. Nie stwierdzono jego obecności u krokodyli i u ptaków. W 1991 David Moran i Bruce Jafek potwierdzili obecność narządu przylemieszowego u człowieka.
Do końca XX wieku uważano, że jest to zanikający, dodatkowy narząd zmysłu węchu, atawizm – pozostałość po ewolucyjnych przodkach zwierząt czworonogich. Jego obecność u człowieka jest nadal dyskutowana, pomimo opublikowanych wyników badań endoskopowych i mikroskopowych potwierdzających istnienie VNO przynajmniej po jednej stronie u większości ludzi. Szczególnie kontrowersje budzi funkcjonalność narządu przylemieszowego.
Sytuację zmieniła opublikowana w 1996 praca D. L. Berlinera wykazująca, że badany u dorosłych ludzi narząd Jacobsona reaguje na steroidowe womeroferyny.

## Biologia narządu
Obecność VNO stwierdzono u większości płazów, gadów i ssaków. Dotychczas dobrze rozpoznano funkcje tego organu u węży i gryzoni. Substancje docierające do narządu Jacobsona wpływają na zachowania związane z kojarzeniem oraz na zachowania społeczne. U gryzoni działania feromonów mają drastyczny wpływ na przebieg rui i ciąży, do wymuszonego poronienia włącznie (zobacz: efekt Bruce).

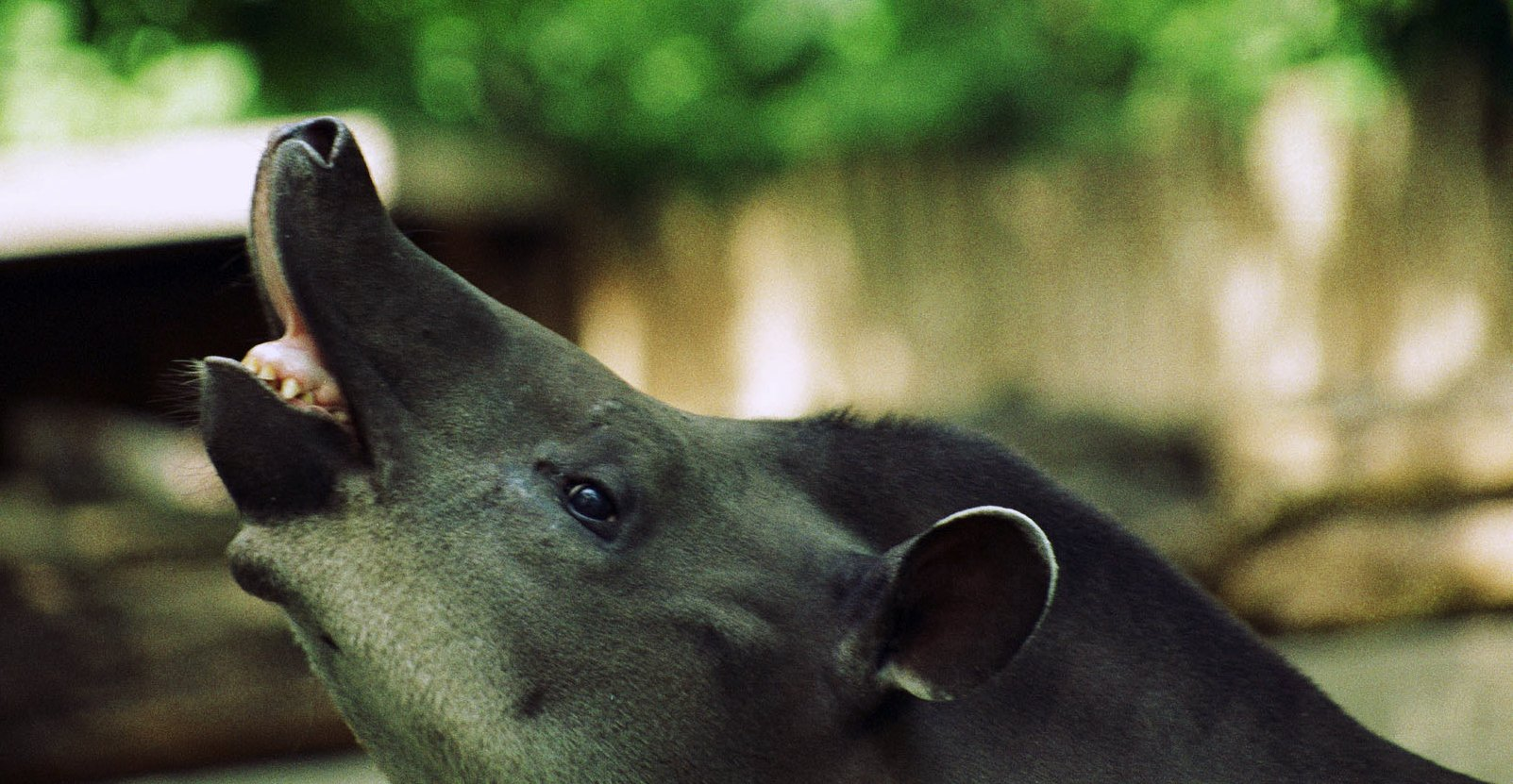
Tapir amerykański w charakterystycznym grymasie odsłaniającym narząd Jacobsona

Narząd Jacobsona płazów i gadów nie ma połączenia z jamą nosową, która jest umiejscowiona powyżej. Składa się z 2 kieszonek, których kanały otwierają się na podniebieniu przedniej części jamy gębowej niezależnie od siebie. Kieszonki te stale wypełnia ciecz produkowana w gruczołach przyocznych. Koniec języka przenosi substancje zapachowe z powietrza lub przedmiotów do wnętrza tego narządu, a tam za pośrednictwem płynu docierają do nabłonka węchowego na ściankach kieszonek. Gdy zwierzę wciągnie język do pyska jego rozdwojone końce przylegają do ujść narządu Jacobsona. Węże używają narządu Jacobsona do tropienia ofiary.
U ssaków występuje w pobliżu kości lemieszowej, wewnątrz jamy nosowej po obu stronach przegrody nosa. Większość ssaków poprzez lizanie lub węszenie przenosi zawarte w powietrzu molekuły do śliny, która następnie dociera do VNO. Słonie używają do tego celu swojej trąby. Niektóre ssaki (np. kotowate i kopytne) unoszą górną wargę w charakterystyczny sposób, by zapewnić dostęp powietrza do narządu Jacobsona. Dodatkowo narząd kurczy się i rozszerza zasysając docierające do niego substancje.

### U ludzi

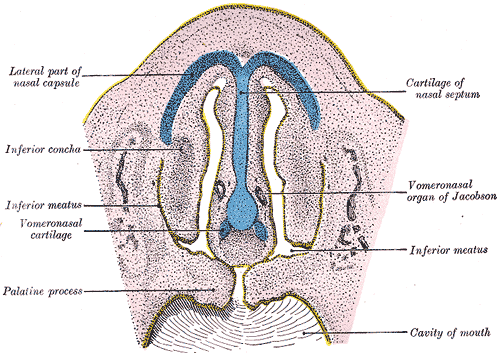
Schematyczne przedstawienie przekroju przez jamę nosową zarodka ludzkiego w stadium długości 28 mm. Zaznaczono narząd Jacobsona.

Narząd przylemieszowy wykształca się w stadium embrionalnym człowieka pod koniec pierwszego trymestru u podstawy przegrody nosowej (septum). Jego obecność i podobieństwa do analogicznego narządu innych zwierząt jest bezdyskusyjna. Funkcjonuje u noworodków, ale dalsze jego stadium rozwojowe nie zostało dobrze poznane. Jest on elementem tzw. dodatkowego systemu węchowego – wrażliwe chemicznie komórki nabłonka przekazują sygnały do komórek mitralnych w dodatkowej opuszce węchowej. Może także przekazywać sygnały do kresomózgowia za pośrednictwem GnRH. Doświadczenia wykazują jednak, że istnieje takie połączenie z podwzgórzem odpowiedzialnym za reakcje bezwiedne. Przeprowadzone badania sugerują, że jego funkcja u dorosłych osobników zanika.